# 천경훈
천경훈(千景壎, 1972년 ~ )은 대한민국과 미국의 변호사이자 서울대학교 법학전문대학원 교수이다.
1991년 서울대학교 법대에 입학하여 3학년에 재학 중 사법시험 35회에 최연소로 합격했다. 1997년 사법연수원 26기를 수석으로 졸업하고 법무관을 거쳐 김앤장 법률사무소에서 변호사로 활동하였다. 2010년부터 서울대학교 법과대학, 법학전문대학원 교수로 재직 중이다.

## 학력
- 경복고등학교 졸업
- 서울대학교 법과대학 사법학과 (법학사)
- 서울대학교 대학원 법학과 (법학석사)
- 미국 듀크(Duke) 대학교 Law School 졸업 (LL.M.)
- 서울대학교 대학원 법학과 (법학박사)

## 경력
- 서울대학교 법과대학 졸업 (수석)
- 사법연수원 제26기 수료 (수석)
- 공군 법무관
- 미국 뉴욕주 변호사 자격 취득
- 2000년 5월 ~ 2010년 8월 : 김앤장 법률사무소 변호사
- 2010년 9월 ~ 2015년 2월 : 서울대학교 법과대학, 법학전문대학원 조교수
- 2015년 3월 ~ 2020년 2월 : 서울대학교 법과대학, 법학전문대학원 부교수
- 2020년 3월 ~ : 서울대학교 법학전문대학원 교수

## 가족
1998년 겨울 사법연수원 동기이자 같은 로펌에 다니는 김연미 변호사와 결혼하여 슬하에 2명의 자녀를 두고 있다.